# Eucoptacra
Eucoptacra es un género de saltamontes perteneciente a la subfamilia Coptacrinae de la familia Acrididae. Este género se distribuye en África y Asia (India, Indochina y Borneo).

## Especies
Las siguientes especies pertenecen al género Eucoptacra:
- Eucoptacra abbreviata Ingrisch, Willemse & Shishodia, 2004
- Eucoptacra anguliflava (Karsch, 1893)
- Eucoptacra basidens Chapman, 1960
- Eucoptacra bicornis Baccetti, 2004
- Eucoptacra bidens Uvarov, 1953
- Eucoptacra binghami Uvarov, 1921
- Eucoptacra borneensis Willemse, 1962
- Eucoptacra brevidens Uvarov, 1953
- Eucoptacra ceylonica Kirby, 1914
- Eucoptacra exigua Bolívar, 1912
- Eucoptacra gowdeyi Uvarov, 1923
- Eucoptacra granulata Mason, 1979
- Eucoptacra inamoena (Walker, 1871)
- Eucoptacra incompta (Walker, 1871)
- Eucoptacra kwangtungensis Tinkham, 1940
- Eucoptacra megaocula Wang, Xiangyu, Mu & He, 1994
- Eucoptacra minima Ramme, 1941
- Eucoptacra motuoensis Yin, 1984
- Eucoptacra nana Uvarov, 1953
- Eucoptacra paupercula (Kirby, 1902)
- Eucoptacra poecila Uvarov, 1939
- Eucoptacra popovi Massa, 2017
- Eucoptacra praemorsa (Stål, 1861)
- Eucoptacra saturata (Walker, 1870)
- Eucoptacra sheffieldii (Bolívar, 1912)
- Eucoptacra signata (Bolívar, 1889)
- Eucoptacra similis Uvarov, 1953
- Eucoptacra spathulacauda Jago, 1966
- Eucoptacra torquata Bolívar, 1912
- Eucoptacra turneri Miller, 1932